# Pervenstvo Professional'noj Futbol'noj Ligi 2018-2019
La Pervenstvo Professional'noj Futbol'noj Ligi 2018-2019 (in russo: Lega del Campionato professionistico di calcio 2018-2019) è stata la 27ª edizione della Pervenstvo Futbol'noj Nacional'noj Ligi, terza serie del campionato russo di calcio.

## Stagione

### Novità
Il numero di squadre partecipanti scese da 64 a 59. Dalla precedente stagione mancavano le promosse Čertanovo, Ararat Mosca (che in realtà fallì), Armavir e Mordovija e la ripescata Krasnodar-2, mentre il Sachalin (altra promossa) rinunciò alla PFN Ligi e si iscrisse nuovamente in PPF Ligi. Mancarono, inoltre, i club che avevano rinunciato a stagione in corso o nella pausa estiva: Spartak Kostroma, Dinamo-2 San Pietroburgo, Zenit Penza, Afips Afipskij, Kuban'-2, Anži-2, Anži-Junior Zelenodol'sk, Orenburg-2, Kryl'ja Sovetov-2 e Smena K.N.A..
A causa dei fallimenti e delle rinunce, dalla PFN Ligi non arrivò alcuna squadra retrocessa (furono tutte riammesse): l'unico club proveniente da tale categoria fu il Volgar' Astrachan' che scese volontariamente di categoria, mentre a Krasnodar fu creato un nuovo club (l'Urožaj), al posto del Kuban'; allo stesso modo a Perm', fu rifondato lo Zvezda Perm' (scomparso oltre 20 anni prima) per sostituire il fallito Amkar Perm' (che militava nella massima serie).
Dai dilettanti arrivarono Čertanovo-2, Chimki-M, Krasnodar-3, Ufa-2 e Sibir'-2 (tutte formazioni riserve di club di categoria superiore che erano state ripescate) oltre al Kvant, unico promosso sul campo. Inoltre fu inserito il Leningradec, club satellite della Zenit San Pietroburgo, appena fondato.

### Formula
Le 59 squadre erano divise in cinque gironi su base geografica, con un numero variabile di squadre: in particolare nel Girone Est c'erano solo sei squadre al via. In tutti i gironi si giocavano turni di andata e ritorno, con l'eccezione del Girone Est dove erano previsti quattro turni (doppia andata e doppio ritorno); erano assegnati tre punti per la vittoria, uno per il pareggio e zero per la sconfitta
Erano promossi i vincitori di ciascun girone, mentre non erano previste retrocessioni nei dilettanti. 

### Avvenimenti
Durante la lunga pausa estiva sono avvenuti due ritiri: nel Girone Ovest dichiarò bancarotta il Dnepr Smolensk, mentre nel Girone Sud dichiarò forfait il Viktor Ponedel'nik Rostov; in entrambi i casi, per le restanti gare la vittoria fu attribuita 3-0 a tavolino agli avversari.

## Girone Ovest

### Squadre partecipanti
| Squadra             | Città                 | Stagione precedente                            |
| ------------------- | --------------------- | ---------------------------------------------- |
| Čertanovo-2         | Mosca                 | 12° nel Girone Mosca dei dilettanti, ripescato |
| Dnepr Smolensk      | Smolensk              | 12º nel Girone Ovest di PPF Ligi               |
| Dolgoprudnyj        | Dolgoprudnyj          | 6º nel Girone Ovest di PPF Ligi                |
| Kazanka Mosca       | Mosca                 | 3º nel Girone Ovest di PPF Ligi                |
| Kolomna             | Kolomna               | 13º nel Girone Ovest di PPF Ligi               |
| Leningradec         | Oblast' di Leningrado | Club di nuova fondazione                       |
| Luki-Energia        | Velikie Luki          | 11º nel Girone Ovest di PPF Ligi               |
| Murom               | Murom                 | 9º nel Girone Ovest di PPF Ligi                |
| Pskov-747           | Pskov                 | 7º nel Girone Ovest di PPF Ligi                |
| Tekstilščik Ivanovo | Ivanovo               | 2º nel Girone Ovest di PPF Ligi                |
| Torpedo Vladimir    | Vladimir              | 8º nel Girone Ovest di PPF Ligi                |
| Veles Mosca         | Mosca                 | 4º nel Girone Ovest di PPF Ligi                |
| Znamja Truda        | Orechovo-Zuevo        | 14º nel Girone Ovest di PPF Ligi               |

### Classifica finale
|  | Pos. | Squadra             | Pt | G  | V  | N | P  | GF | GS | DR  |
|  | ---- | ------------------- | -- | -- | -- | - | -- | -- | -- | --- |
|  | 1.   | Tekstilščik Ivanovo | 55 | 24 | 17 | 4 | 3  | 42 | 20 | +22 |
|  | 2.   | Kazanka Mosca       | 52 | 24 | 16 | 4 | 4  | 53 | 27 | +26 |
|  | 3.   | Veles Mosca         | 49 | 24 | 15 | 4 | 5  | 44 | 18 | +26 |
|  | 4.   | Dolgoprudnyj        | 40 | 24 | 12 | 4 | 8  | 43 | 21 | +22 |
|  | 5.   | Leningradec         | 37 | 24 | 11 | 4 | 9  | 32 | 28 | +4  |
|  | 6.   | Murom               | 36 | 24 | 10 | 6 | 8  | 39 | 37 | +2  |
|  | 7.   | Znamja Truda        | 34 | 24 | 10 | 4 | 10 | 29 | 27 | +2  |
|  | 8.   | Torpedo Vladimir    | 33 | 24 | 9  | 6 | 9  | 31 | 27 | +4  |
|  | 9.   | Luki-Energia        | 29 | 24 | 8  | 5 | 11 | 22 | 24 | -2  |
|  | 10.  | Pskov-747           | 29 | 24 | 9  | 2 | 13 | 34 | 42 | -8  |
|  | 11.  | Kolomna             | 21 | 24 | 6  | 3 | 15 | 26 | 56 | -30 |
|  | 12.  | Dnepr Smolensk      | 14 | 24 | 4  | 2 | 18 | 16 | 59 | -43 |
|  | 13.  | Čertanovo-2         | 13 | 24 | 3  | 4 | 17 | 26 | 51 | -25 |

### Verdetti
- Tekstilščik Ivanovo promosso in PFN Ligi.

### Risultati
|                     | TEI  | KAM  | VEL  | DOL  | LEN  | MUR  | ZNT  | TOV  | LUE  | P47  | KOL  | DNS  | CE2  |
| Tekstilščik Ivanovo | ---- | 1-1  | 1-1  | 1-0  | 3-1  | 3-2  | 1-0  | 2-0  | 2-1  | 0-0  | 3-0  | 3-0  | 2-0  |
| Kazanka Mosca       | 1-2  | ---- | 3-0  | 0-0  | 5-3  | 5-0  | 2-1  | 3-2  | 1-0  | 1-2  | 3-2  | 4-1  | 2-0  |
| Veles               | 2-1  | 1-1  | ---- | 1-0  | 2-0  | 1-0  | 1-1  | 0-1  | 0-1  | 3-0  | 7-0  | 5-0  | 2-1  |
| Dolgoprudny         | 0-2  | 2-3  | 1-0  | ---- | 3-0  | 1-1  | 2-1  | 3-1  | 2-0  | 7-1  | 4-0  | 4-2  | 1-1  |
| Leningradec         | 0-1  | 2-0  | 0-2  | 1-2  | ---- | 0-0  | 0-0  | 1-0  | 3-1  | 2-1  | 2-1  | 4-1  | 2-0  |
| Murom               | 6-2  | 1-3  | 2-2  | 3-1  | 0-0  | ---- | 1-3  | 0-0  | 1-0  | 4-3  | 2-1  | 3-0  | 3-0  |
| Znamja Truda        | 0-1  | 2-1  | 0-1  | 0-4  | 1-1  | 2-4  | ---- | 0-3  | 1-0  | 1-0  | 4-0  | 1-0  | 0-0  |
| Torpedo Vladimir    | 0-0  | 1-1  | 0-2  | 1-0  | 0-2  | 3-0  | 0-2  | ---- | 0-0  | 3-2  | 2-1  | 3-0  | 3-1  |
| Luki-Energia        | 2-1  | 1-2  | 3-0  | 0-0  | 1-3  | 0-1  | 0-2  | 1-0  | ---- | 1-0  | 0-0  | 3-0  | 2-2  |
| Pskov-747           | 0-1  | 1-2  | 1-3  | 1-0  | 2-1  | 2-0  | 1-0  | 1-4  | 1-1  | ---- | 0-1  | 2-0  | 3-2  |
| Kolomna             | 1-2  | 0-1  | 1-2  | 1-0  | 1-3  | 2-2  | 3-2  | 2-1  | 0-2  | 1-6  | ---- | 3-1  | 2-0  |
| Dnepr Smolensk      | 1-3  | 0-3  | 0-3  | 0-3  | 1-0  | 0-1  | 0-3  | 1-1  | 1-0  | 3-2  | 2-2  | ---- | 0-3  |
| Čertanovo-2         | 1-4  | 2-5  | 0-3  | 0-3  | 0-1  | 3-2  | 1-2  | 2-2  | 1-2  | 1-2  | 5-1  | 0-2  | ---- |
| ------------------- | ---- | ---- | ---- | ---- | ---- | ---- | ---- | ---- | ---- | ---- | ---- | ---- | ---- |

## Girone Centro

### Squadre partecipanti
| Squadra             | Città        | Stagione precedente                           |
| ------------------- | ------------ | --------------------------------------------- |
| Chimik Novomoskovsk | Novomoskovsk | 11º nel Girone Centro di PPF Ligi             |
| Chimki-M            | Chimki       | 8° nel Girone Mosca dei dilettanti, ripescato |
| Dinamo Brjansk      | Brjansk      | 10º nel Girone Centro di PPF Ligi             |
| Kaluga              | Kaluga       | 12º nel Girone Centro di PPF Ligi             |
| Kvant Obninsk       | Obninsk      | 1° nel Girone A Podmoskov' dei dilettanti     |
| Metallurg Lipeck    | Lipeck       | 5º nel Girone Centro di PPF Ligi              |
| Rjazan'             | Rjazan'      | 3º nel Girone Centro di PPF Ligi              |
| Rotor-2             | Volgograd    | 13º nel Girone Centro di PPF Ligi             |
| Saljut Belgorod     | Belgorod     | 2º nel Girone Centro di PPF Ligi              |
| Saturn              | Ramenskoe    | 8º nel Girone Centro di PPF Ligi              |
| Sokol Saratov       | Saratov      | 7º nel Girone Centro di PPF Ligi              |
| Strogino Mosca      | Mosca        | 9º nel Girone Centro di PPF Ligi              |
| Torpedo Mosca       | Mosca        | 6º nel Girone Centro di PPF Ligi              |
| Zorkij Krasnogorsk  | Krasnogorsk  | 4º nel Girone Centro di PPF Ligi              |

### Classifica finale
|  | Pos. | Squadra             | Pt | G  | V  | N  | P  | GF | GS | DR  |
|  | ---- | ------------------- | -- | -- | -- | -- | -- | -- | -- | --- |
|  | 1.   | Torpedo Mosca       | 65 | 26 | 20 | 5  | 1  | 48 | 17 | +31 |
|  | 2.   | Sokol Saratov       | 58 | 26 | 18 | 4  | 4  | 49 | 18 | +31 |
|  | 3.   | Metallurg Lipeck    | 51 | 26 | 15 | 6  | 5  | 47 | 25 | +22 |
|  | 4.   | Dinamo Brjansk      | 48 | 26 | 15 | 3  | 8  | 40 | 21 | +19 |
|  | 5.   | Zorkij Krasnogorsk  | 36 | 26 | 10 | 6  | 10 | 40 | 34 | +6  |
|  | 6.   | Kaluga              | 36 | 26 | 10 | 6  | 10 | 30 | 29 | +1  |
|  | 7.   | Chimik Novomoskovsk | 32 | 26 | 9  | 5  | 12 | 24 | 33 | -9  |
|  | 8.   | Kvant Obninsk       | 31 | 26 | 7  | 10 | 9  | 35 | 36 | -1  |
|  | 9.   | Saljut Belgorod     | 31 | 26 | 7  | 10 | 9  | 26 | 30 | -4  |
|  | 10.  | Rjazan'             | 31 | 26 | 8  | 7  | 11 | 26 | 31 | -5  |
|  | 11.  | Rotor-2             | 30 | 26 | 9  | 3  | 14 | 30 | 47 | -17 |
|  | 12.  | Saturn              | 23 | 26 | 5  | 8  | 13 | 23 | 40 | -17 |
|  | 13.  | Strogino Mosca      | 17 | 26 | 5  | 2  | 19 | 21 | 45 | -24 |
|  | 14.  | Chimki-M            | 14 | 26 | 1  | 11 | 14 | 22 | 55 | -33 |

### Verdetti
- Torpedo Mosca promosso in PFN Ligi.

### Risultati
|                     | TOM  | SOS  | MEL  | DIB  | ZOK  | KAL  | CHN  | KVO  | SAB  | RJA  | RO2  | SAT  | STM  | CHB  |
| Torpedo Mosca       | ---- | 1-1  | 2-1  | 1-0  | 2-1  | 3-0  | 2-1  | 1-0  | 1-1  | 1-0  | 4-0  | 4-1  | 1-0  | 1-1  |
| Sokol Saratov       | 0-2  | ---- | 1-2  | 2-1  | 0-1  | 1-0  | 2-1  | 2-1  | 0-0  | 2-0  | 4-0  | 5-0  | 3-1  | 2-0  |
| Metallurg Lipeck    | 0-0  | 1-1  | ---- | 1-0  | 1-0  | 1-0  | 1-0  | 5-1  | 3-0  | 0-0  | 3-2  | 0-2  | 1-0  | 2-1  |
| Dinamo Brjansk      | 3-0  | 0-1  | 1-1  | ---- | 2-1  | 2-0  | 0-1  | 1-2  | 3-1  | 4-3  | 0-1  | 0-0  | 3-1  | 3-0  |
| Zorkij Krasnogorsk  | 1-2  | 1-3  | 2-2  | 2-1  | ---- | 2-0  | 3-0  | 4-1  | 0-4  | 1-2  | 4-0  | 1-1  | 4-0  | 1-1  |
| Kaluga              | 2-3  | 0-3  | 2-0  | 1-2  | 1-1  | ---- | 0-0  | 1-0  | 1-2  | 5-0  | 2-1  | 2-0  | 2-0  | 1-0  |
| Chimik Novomoskovsk | 2-2  | 2-1  | 1-1  | 0-2  | 0-0  | 0-0  | ---- | 3-1  | 0-1  | 0-1  | 1-0  | 2-1  | 2-0  | 1-0  |
| Kvant Obninsk       | 1-2  | 1-1  | 2-1  | 0-1  | 1-1  | 2-2  | 3-0  | ---- | 3-1  | 1-1  | 3-0  | 2-1  | 0-0  | 0-0  |
| Saljut Belgorod     | 0-1  | 1-2  | 1-3  | 0-0  | 1-3  | 2-2  | 2-0  | 2-2  | ---- | 0-0  | 1-1  | 1-0  | 0-1  | 2-3  |
| Rjazan'             | 0-2  | 0-1  | 1-0  | 0-1  | 2-1  | 1-2  | 3-0  | 3-3  | 0-1  | ---- | 0-1  | 1-1  | 2-0  | 0-0  |
| Rotor-2             | 0-3  | 0-3  | 2-5  | 0-2  | 1-3  | 1-0  | 5-2  | 1-0  | 0-0  | 1-2  | ---- | 3-0  | 2-1  | 2-0  |
| Saturn              | 0-2  | 1-2  | 1-2  | 1-3  | 2-0  | 0-1  | 1-0  | 0-0  | 0-0  | 1-1  | 0-3  | ---- | 3-2  | 3-3  |
| Strogino Mosca      | 0-1  | 0-4  | 0-1  | 1-2  | 4-0  | 1-2  | 0-1  | 1-4  | 0-1  | 1-0  | 2-1  | 0-3  | ---- | 4-1  |
| Chimki B            | 1-4  | 1-2  | 2-9  | 0-3  | 0-2  | 1-1  | 1-4  | 1-1  | 1-1  | 1-3  | 2-2  | 0-0  | 1-1  | ---- |
| ------------------- | ---- | ---- | ---- | ---- | ---- | ---- | ---- | ---- | ---- | ---- | ---- | ---- | ---- | ---- |

## Girone Sud

### Squadre partecipanti
| Squadra                   | Città          | Stagione precedente                                                |
| ------------------------- | -------------- | ------------------------------------------------------------------ |
| Angušt Nazran'            | Nazran'        | 15º nel Girone Sud di PPF Ligi                                     |
| Biolog-Novokubansk        | Progress       | 12º nel Girone Sud di PPF Ligi                                     |
| Čajka Pesčanopskoe        | Pesčanokopskoe | 3º nel Girone Sud di PPF Ligi                                      |
| Černomorec Novorossijsk   | Novorossijsk   | 5º nel Girone Sud di PPF Ligi                                      |
| Dinamo Stavropol'         | Stavropol'     | 14º nel Girone Sud di PPF Ligi                                     |
| Družba Majkop             | Majkop         | 5º nel Girone Sud di PPF Ligi                                      |
| Krasnodar-3               | Krasnodar      | 11° nel Girone Krasnodar della seconda serie dilettanti, ripescato |
| Legion Dinamo             | Machačkala     | 9º nel Girone Sud di PPF Ligi                                      |
| Mašuk-KMV Pjatigorsk      | Pjatigorsk     | 11º nel Girone Sud di PPF Ligi                                     |
| SKA Rostov                | Rostov sul Don | 7º nel Girone Sud di PPF Ligi                                      |
| Spartak Vladikavkaz       | Vladikavkaz    | 13º nel Girone Sud di PPF Ligi                                     |
| Spartak-Nal'čik           | Nal'čik        | 8º nel Girone Sud di PPF Ligi                                      |
| Urožaj                    | Krasnodar      | 9º posto in PFN Ligi, rinunciò alla categoria                      |
| Viktor Ponedel'nik Rostov | Rostov sul Don | 10º nel Girone Sud di PPF Ligi                                     |
| Volgar' Astrachan'        | Astrachan'     | 18º posto in PFN Ligi, rinunciò alla categoria                     |

### Classifica finale
|  | Pos. | Squadra                   | Pt | G  | V  | N  | P  | GF | GS | DR  |
|  | ---- | ------------------------- | -- | -- | -- | -- | -- | -- | -- | --- |
|  | 1.   | Čajka Pesčanopskoe        | 70 | 28 | 21 | 7  | 0  | 64 | 14 | +50 |
|  | 2.   | Urožaj                    | 67 | 28 | 20 | 7  | 1  | 47 | 19 | +28 |
|  | 3.   | Volgar' Astrachan'        | 59 | 28 | 18 | 5  | 5  | 48 | 22 | +26 |
|  | 4.   | Černomorec Novorossijsk   | 52 | 28 | 16 | 4  | 8  | 55 | 23 | +32 |
|  | 5.   | Družba Majkop             | 45 | 28 | 15 | 0  | 13 | 33 | 36 | -3  |
|  | 6.   | Spartak-Nal'čik           | 43 | 28 | 11 | 10 | 7  | 39 | 29 | +10 |
|  | 7.   | Legion Dinamo             | 42 | 28 | 11 | 9  | 8  | 30 | 21 | +9  |
|  | 8.   | Biolog-Novokubansk        | 37 | 28 | 11 | 4  | 13 | 32 | 39 | -7  |
|  | 9.   | Dinamo Stavropol'         | 34 | 28 | 10 | 4  | 14 | 36 | 48 | -12 |
|  | 10.  | Spartak Vladikavkaz       | 30 | 28 | 8  | 6  | 14 | 34 | 41 | -7  |
|  | 11.  | Mašuk-KMV Pjatigorsk      | 29 | 28 | 7  | 8  | 13 | 31 | 40 | -9  |
|  | 12.  | Krasnodar-3               | 28 | 28 | 7  | 7  | 14 | 37 | 51 | -14 |
|  | 13.  | SKA Rostov                | 24 | 28 | 5  | 9  | 14 | 19 | 33 | -14 |
|  | 14.  | Angušt Nazran'            | 15 | 28 | 2  | 9  | 17 | 13 | 47 | -34 |
|  | 15.  | Viktor Ponedel'nik Rostov | 9  | 28 | 2  | 3  | 23 | 11 | 66 | -55 |

### Verdetti
- Čajka promosso in PFN Ligi.

### Risultati
|                           | CAJ  | URO  | VOA  | CEN  | DR;  | SPN  | LDM  | BIN  | DIS  | SPV  | MKP  | KR3  | SKR  | ANN  | VPR  |
| Čajka                     | ---- | 0-0  | 1-0  | 3-1  | 1-0  | 5-0  | 4-2  | 5-1  | 1-0  | 1-0  | 3-1  | 5-0  | 1-1  | 5-0  | 3-0  |
| Urožaj                    | 1-1  | ---- | 2-1  | 1-0  | 2-0  | 0-0  | 1-1  | 2-1  | 3-2  | 5-2  | 2-0  | 1-1  | 1-0  | 1-0  | 3-0  |
| Volgar' Astrachan'        | 1-1  | 0-1  | ---- | 2-1  | 2-0  | 2-2  | 1-1  | 3-0  | 3-0  | 1-0  | 3-0  | 2-0  | 2-1  | 2-1  | 2-1  |
| Čern. Novorossijsk        | 2-2  | 1-2  | 0-1  | ---- | 2-0  | 0-0  | 0-1  | 2-0  | 5-0  | 2-2  | 2-0  | 7-0  | 1-0  | 1-0  | 5-0  |
| Družba Majkop             | 0-2  | 2-3  | 0-3  | 0-1  | ---- | 0-2  | 1-0  | 1-0  | 3-0  | 3-0  | 4-3  | 1-0  | 2-1  | 2-0  | 2-1  |
| Spartak-Nal'čik           | 0-0  | 1-2  | 1-2  | 1-3  | 5-1  | ---- | 1-1  | 2-3  | 0-0  | 3-0  | 2-0  | 2-0  | 1-1  | 2-1  | 0-1  |
| Legion-Dynamo Machačkala  | 0-1  | 0-0  | 2-3  | 0-1  | 2-0  | 0-0  | ---- | 2-0  | 2-0  | 0-0  | 1-1  | 2-0  | 2-0  | 1-0  | 1-0  |
| Biolog-Novokubansk        | 0-2  | 1-3  | 2-1  | 0-1  | 0-1  | 0-3  | 1-0  | ---- | 1-1  | 2-0  | 2-1  | 5-1  | 2-1  | 3-1  | 0-1  |
| Dinamo Stavropol'         | 1-4  | 2-1  | 1-0  | 0-4  | 2-0  | 3-1  | 2-2  | 0-0  | ---- | 0-2  | 0-2  | 3-1  | 1-2  | 0-1  | 3-0  |
| Spartak Vladikavkaz       | 2-3  | 0-1  | 0-2  | 1-4  | 1-2  | 1-2  | 1-0  | 3-1  | 3-1  | ---- | 2-1  | 1-1  | 0-1  | 0-0  | 3-0  |
| Mašuk-KMV Pjatigorsk      | 1-1  | 1-2  | 3-4  | 2-1  | 0-2  | 1-1  | 1-0  | 0-1  | 0-1  | 2-1  | ---- | 2-0  | 0-0  | 1-1  | 2-2  |
| Krasnodar-3               | 0-1  | 1-1  | 1-1  | 3-0  | 3-1  | 0-2  | 1-2  | 2-2  | 5-1  | 3-3  | 0-1  | ---- | 3-1  | 1-1  | 3-1  |
| SKA Rostov                | 0-1  | 0-2  | 0-0  | 2-2  | 0-1  | 0-1  | 0-1  | 0-0  | 0-2  | 0-4  | 2-2  | 2-1  | ---- | 0-0  | 3-0  |
| Angusht                   | 0-5  | 0-1  | 0-3  | 0-3  | 0-1  | 1-1  | 1-1  | 0-1  | 1-7  | 0-0  | 0-0  | 0-3  | 0-1  | ---- | 3-0  |
| Viktor Ponedel'nik Rostov | 0-2  | 1-3  | 0-1  | 0-3  | 0-3  | 1-3  | 0-3  | 0-3  | 1-3  | 0-2  | 0-3  | 0-3  | 0-0  | 1-1  | ---- |
| ------------------------- | ---- | ---- | ---- | ---- | ---- | ---- | ---- | ---- | ---- | ---- | ---- | ---- | ---- | ---- | ---- |

## Girone Urali-Volga

### Squadre partecipanti
| Squadra          | Città            | Stagione precedente                                                                           |
| ---------------- | ---------------- | --------------------------------------------------------------------------------------------- |
| Čeljabinsk       | Čeljabinsk       | 2º nel Girone Urali-Volga di PPF Ligi                                                         |
| KAMAZ            | Naberežnye Čelny | 4º nel Girone Urali-Volga di PPF Ligi                                                         |
| Lada-Togliatti   | Togliatti        | 9º nel Girone Urali-Volga di PPF Ligi                                                         |
| Neftechimik      | Nižnekamsk       | 9º nel Girone Urali-Volga di PPF Ligi                                                         |
| Nosta Novotroick | Novotroick       | 5º nel Girone Urali-Volga di PPF Ligi                                                         |
| Syzran'-2003     | Syzran'          | 4º nel Girone Urali-Volga di PPF Ligi                                                         |
| Ufa-2            | Ufa              | 6° nel Girone Baschiria della seconda serie dilettanti, ripescato                             |
| Ural-2           | Ekaterinburg     | 9º nel Girone Urali-Volga di PPF Ligi                                                         |
| Volga Ul'janovsk | Ul'janovsk       | 6º nel Girone Urali-Volga di PPF Ligi                                                         |
| Zenit Iževsk     | Iževsk           | 2º nel Girone Urali-Volga di PPF Ligi                                                         |
| Zvezda Perm'     | Perm'            | Club rifondato in sostituzione dell'Amkar Perm' che aveva disputato la Prem'er-Liga 2017-2018 |

### Prima fase

#### Classifica finale
|  | Pos. | Squadra          | Pt | G  | V  | N | P  | GF | GS | DR  |
|  | ---- | ---------------- | -- | -- | -- | - | -- | -- | -- | --- |
|  | 1.   | Neftechimik      | 48 | 20 | 15 | 3 | 2  | 40 | 12 | +28 |
|  | 2.   | KAMAZ            | 38 | 20 | 11 | 5 | 4  | 36 | 18 | +18 |
|  | 3.   | Syzran'-2003     | 35 | 20 | 11 | 2 | 7  | 25 | 18 | +7  |
|  | 4.   | Volga Ul'janovsk | 33 | 20 | 10 | 3 | 7  | 22 | 17 | +5  |
|  | 5.   | Zvezda Perm'     | 33 | 20 | 9  | 6 | 5  | 32 | 28 | +4  |
|  | 6.   | Nosta Novotroick | 30 | 20 | 9  | 3 | 8  | 31 | 31 | +0  |
|  | 7.   | Zenit Iževsk     | 22 | 20 | 5  | 7 | 8  | 19 | 24 | -5  |
|  | 8.   | Čeljabinsk       | 21 | 20 | 5  | 6 | 9  | 20 | 19 | +1  |
|  | 9.   | Ural-2           | 21 | 20 | 5  | 6 | 9  | 29 | 36 | -7  |
|  | 10.  | Lada-Togliatti   | 14 | 20 | 3  | 5 | 12 | 15 | 39 | -24 |
|  | 11.  | Ufa-2            | 10 | 20 | 2  | 4 | 14 | 12 | 39 | -27 |

Legenda:
      Ammesse al Girone per la promozione.
      Ammessa al Girone per la salvezza.

#### Risultati
|                  | NEF  | KAM  | S03  | VOU  | ZVP  | NON  | ZEI  | CEL  | UR2  | LAT  | UF2  |
| Neftechimik      | ---- | 1-0  | 1-0  | 1-0  | 4-1  | 2-1  | 3-0  | 2-1  | 4-0  | 4-1  | 2-1  |
| KAMAZ            | 1-2  | ---- | 0-1  | 2-1  | 2-2  | 3-0  | 2-0  | 1-1  | 2-1  | 6-0  | 2-0  |
| Syzran'-2003     | 0-2  | 0-0  | ---- | 1-0  | 5-1  | 3-1  | 1-0  | 0-1  | 2-1  | 2-1  | 3-0  |
| Volga Ul'janovsk | 2-1  | 0-2  | 2-0  | ---- | 2-0  | 1-2  | 2-0  | 1-0  | 1-1  | 1-0  | 0-0  |
| Zvezda Perm'     | 0-0  | 5-2  | 0-0  | 2-0  | ---- | 1-1  | 0-0  | 2-1  | 5-1  | 2-1  | 2-1  |
| Nosta Novotroick | 0-3  | 2-3  | 1-0  | 0-2  | 3-3  | ---- | 0-5  | 1-0  | 4-1  | 1-0  | 4-0  |
| Zenit Iževsk     | 1-0  | 0-0  | 1-3  | 1-1  | 1-2  | 2-1  | ---- | 1-1  | 1-1  | 1-1  | 2-1  |
| Čeljabinsk       | 0-0  | 0-1  | 3-0  | 1-2  | 2-0  | 1-2  | 0-1  | ---- | 0-0  | 2-1  | 0-1  |
| Ural-2           | 2-4  | 2-3  | 2-0  | 2-0  | 1-3  | 1-1  | 2-1  | 1-1  | ---- | 5-0  | 3-1  |
| Lada-Togliatti   | 1-1  | 0-0  | 1-3  | 0-1  | 1-0  | 0-3  | 2-0  | 1-4  | 1-1  | ---- | 2-2  |
| Ufa-2            | 0-3  | 0-4  | 0-1  | 1-3  | 0-1  | 0-3  | 1-1  | 1-1  | 2-1  | 0-1  | ---- |
| ---------------- | ---- | ---- | ---- | ---- | ---- | ---- | ---- | ---- | ---- | ---- | ---- |

### Seconda Fase - Girone Promozione

#### Classifica finale
|  | Pos. | Squadra          | Pt | G  | V  | N | P  | GF | GS | DR  |
|  | ---- | ---------------- | -- | -- | -- | - | -- | -- | -- | --- |
|  | 1.   | Neftechimik      | 63 | 25 | 20 | 3 | 2  | 53 | 14 | +39 |
|  | 2.   | KAMAZ            | 45 | 25 | 13 | 6 | 6  | 44 | 25 | +19 |
|  | 3.   | Syzran'-2003     | 41 | 25 | 13 | 2 | 10 | 32 | 30 | +2  |
|  | 4.   | Volga Ul'janovsk | 37 | 25 | 11 | 4 | 10 | 26 | 25 | +1  |
|  | 5.   | Nosta Novotroick | 37 | 25 | 11 | 4 | 10 | 39 | 43 | -4  |
|  | 6.   | Zvezda Perm'     | 37 | 25 | 10 | 7 | 8  | 39 | 34 | +5  |

### Verdetti
- Neftechimik promosso in PFN Ligi.

#### Risultati
|                  | NEF  | KAM  | S03  | VOU  | NON  | ZVP  |
| Neftechimik      | ---- | 2-0  | ---- | ---- | 5-1  | 1-0  |
| KAMAZ            | ---- | ---- | 1-3  | 3-1  | 4-1  | ---- |
| Syzran'-2003     | 0-2  | ---- | ---- | 2-1  | 1-3  | ---- |
| Volga Ul'janovsk | 1-3  | ---- | ---- | ---- | ---- | 1-0  |
| Nosta Novotroick | ---- | ---- | ---- | 0-0  | ---- | 3-2  |
| Zvezda Perm'     | ---- | 0-0  | 5-1  | ---- | ---- | ---- |
| ---------------- | ---- | ---- | ---- | ---- | ---- | ---- |

### Seconda Fase - Girone Salvezza

#### Classifica finale
|  | Pos. | Squadra        | Pt | G  | V | N | P | GF | GS | DR  |
|  | ---- | -------------- | -- | -- | - | - | - | -- | -- | --- |
|  | 7.   | Zenit Iževsk   | 20 | 12 | 5 | 5 | 2 | 19 | 14 | +5  |
|  | 8.   | Ufa-2          | 17 | 12 | 4 | 5 | 3 | 20 | 17 | +3  |
|  | 9.   | Čeljabinsk     | 17 | 12 | 4 | 5 | 3 | 18 | 12 | +6  |
|  | 10.  | Ural-2         | 16 | 12 | 4 | 4 | 4 | 22 | 14 | +8  |
|  | 11.  | Lada-Togliatti | 9  | 12 | 2 | 3 | 7 | 10 | 33 | -23 |

#### Risultati
|                | ZEI  | UF2  | CEL  | UR2  | LAT  |
| Zenit Iževsk   | ---- | 2-2  | 4-3  | ---- | ---- |
| Ufa-2          | ---- | ---- | 1-1  | 3-2  | ---- |
| Čeljabinsk     | ---- | ---- | ---- | 1-0  | 4-0  |
| Ural-2         | 0-2  | ---- | ---- | 6-1  | ---- |
| Lada-Togliatti | 0-3  | 0-5  | ---- | ---- | ---- |
| -------------- | ---- | ---- | ---- | ---- | ---- |

## Girone Est

### Squadre partecipanti
| Squadra        | Città            | Stagione precedente                                     |
| -------------- | ---------------- | ------------------------------------------------------- |
| Čita           | Čita             | 4º nel Girone Est di PPF Ligi                           |
| Dinamo Barnaul | Barnaul          | 3º nel Girone Est di PPF Ligi                           |
| Irtyš Omsk     | Omsk             | 6º nel Girone Est di PPF Ligi                           |
| Sachalin       | Južno-Sachalinsk | 1º nel Girone Est di PPF Ligi, rinunciò alla promozione |
| Sibir'-2       | Novosibirsk      | 4° nel Girone Siberia dei dilettanti, ripescato         |
| Zenit Irkutsk  | Irkutsk          | 5º nel Girone Est di PPF Ligi                           |

### Classifica finale
|  | Pos. | Squadra        | Pt | G  | V  | N | P  | GF | GS | DR  |
|  | ---- | -------------- | -- | -- | -- | - | -- | -- | -- | --- |
|  | 1.   | Irtyš Omsk     | 45 | 20 | 14 | 3 | 3  | 38 | 12 | +26 |
|  | 2.   | Sachalin       | 44 | 20 | 14 | 5 | 1  | 41 | 15 | +26 |
|  | 3.   | Zenit Irkutsk  | 28 | 20 | 7  | 7 | 6  | 21 | 20 | +1  |
|  | 4.   | Dinamo Barnaul | 20 | 20 | 4  | 8 | 8  | 20 | 27 | -7  |
|  | 5.   | Čita           | 14 | 20 | 3  | 5 | 12 | 19 | 34 | -15 |
|  | 6.   | Sibir'-2       | 11 | 20 | 3  | 2 | 15 | 16 | 47 | -31 |

### Verdetti
- Irtyš Omsk promosso in PFN Ligi[1].

### Risultati
|                | SAC     | IRO     | ZEI     | DIB     | CIT     | SI2     |
| Sachalin       | ----    | 0-0 2-0 | 3-0 4-1 | 1-1 4-3 | 3-1 2-1 | 2-1 5-0 |
| Irtyš Omsk     | 1-0 1-2 | ----    | 2-0 1-2 | 1-0 2-1 | 2-1 3-0 | 3-0     |
| Zenit Irkutsk  | 0-1 0-0 | 0-0 1-3 | ----    | 0-0 1-1 | 3-1 1-0 | 5-0 1-0 |
| Dinamo Barnaul | 0-2 0-0 | 1-3 0-4 | 0-0     | ----    | 3-0 2-1 | 2-3 3-1 |
| Čita           | 1-2 1-1 | 0-3 1-2 | 1-3 1-1 | 1-1 0-0 | ----    | 3-1 1-0 |
| Sibir'-2       | 1-2 2-5 | 1-1 0-3 | 2-1 0-1 | 3-1 0-1 | 1-1 0-3 | ----    |
| -------------- | ------- | ------- | ------- | ------- | ------- | ------- |